# بريستول (فلوريدا)
بريستول (بالإنجليزية: Bronson)‏ هي مدينة أمريكية تقع في ولاية فلوريدا. تبلغ مساحة هذه المدينة 10.4 (كم²)،ويبلغ عدد سكانها 964 نسمة حسب إحصاء سنة 2010 م 964.تشير إحصاءات سنة 2000م بأن الكثافة السكانية في هذه المدينة تقدر بـ(92.7) نسمة/كم2 